# Pilar Calveiro
Pilar Calveiro (nascida em 7 de setembro de 1953) é uma cientista política argentina, doutora em ciências políticas. Reside no México . Ela foi exilada naquele país após ter sido sequestrada na Escola de Mecânica de Suboficiais da Marinha (ESMA) durante a ditadura militar nos anos 1970. Em sua pesquisa, ela fez importantes contribuições para a análise do biopoder e da violência política, bem como da história recente e da memória da repressão argentina. Seu trabalho foi publicado no México, Argentina, Brasil e França. Ela é professora pesquisadora na Benemérita Universidad Autónoma de Puebla. Suas publicações incluem Poder y desaparición, los campos de concentración en Argentina e Desapariciones, memoria y desmemoria de los campos de desaparición argentinos .

## Biografia
Pilar Calveiro nasceu em Buenos Aires em 7 de setembro de 1953. Ela estudou no Colégio Nacional de Buenos Aires e começou a estudar sociologia na Faculdade de Filosofia e Letras da Universidade de Buenos Aires. Foi militante das Forças Armadas Revolucionárias (FAR) e depois dos Montoneros .
Em 7 de maio de 1977, foi sequestrada por um militar da Aeronáutica no meio da rua e levada para o presídio clandestino Mansión Seré, em Ituzaingó . Também esteve presa na delegacia de Castelar e na Escola de Mecânica de Suboficiais da Marinha (ESMA).
Ela se exilou na Espanha em 1978 e depois no México, país no qual vive desde 1979. Lá ela estudou ciências políticas na Universidade Nacional Autônoma do México (UNAM), onde obteve seu bacharelado (1986), mestrado (1995) e doutorado (2001) nessa disciplina.

## Poder y desaparición
Poder y desaparición: Los campos de concentración en Argentina (Poder e Desaparecimento: Os Campos de Concentração na Argentina) é a obra mais referenciada de Calveiro. Escrita no marco de sua dissertação de mestrado e publicada pela primeira vez em Buenos Aires em 1998, a obra baseia-se em depoimentos de sobreviventes de diferentes campos de tortura e concentração da ditadura militar argentina (1976-1983). Calveiro reflete sobre os conceitos políticos subjacentes a essas práticas, entrelaçando sua experiência pessoal nessa narrativa mais ampla.

## Vida pessoal
Pilar Calveiro ficou viúva em 1980, quando seu marido, Horacio Domingo Campiglia, foi preso no Brasil por militares do 601º Batalhão do Exército Argentino, que o deslocaram para território argentino e depois "desapareceram" com ele, no contexto da Operação Condor. Ela é mãe de duas filhas, Mercedes e María Campiglia.
Em 2014, recebeu o Diploma de Mérito do Prêmio Konex como uma das mais importantes escritoras de ensaios políticos e sociológicos da Argentina na década.